# Kriminalistföreningen i Finland
Kriminalistföreningen i Finland (finska: Suomen kriminalistiyhdistys) är en finländsk kriminalistförening.
Kriminalistföreningen i Finland, grundad 1934, är ett viktigt debattforum för kriminalpolitiska reformer som lägger fram relevanta förslag och initiativ samt befrämjar publiceringen av forskning på området. Föreningen är ansluten till Vetenskapliga samfundens delegation.